# Kenki Fukuoka

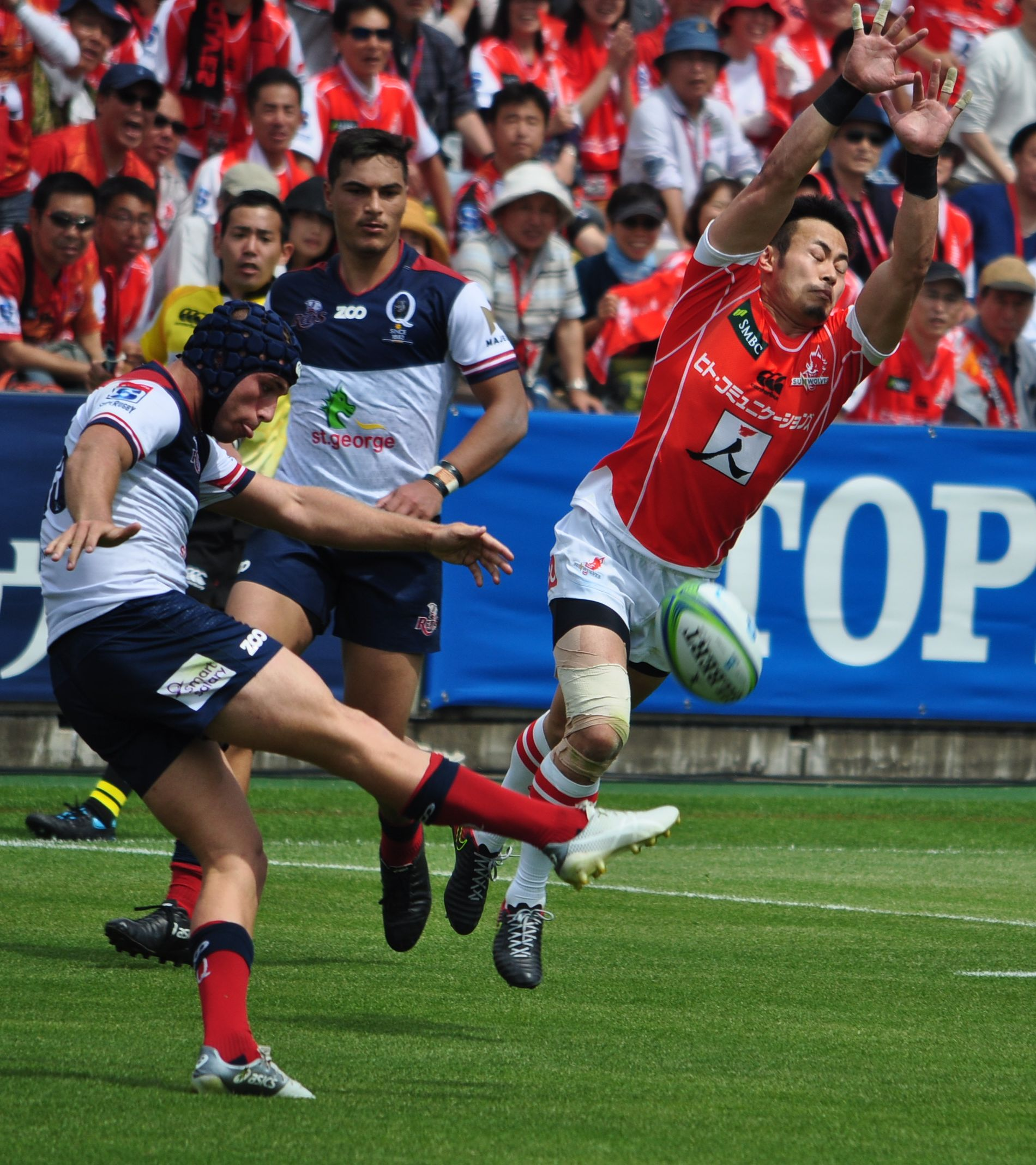
Fukuoka (po prawej) w barwach Sunwolves (2018)

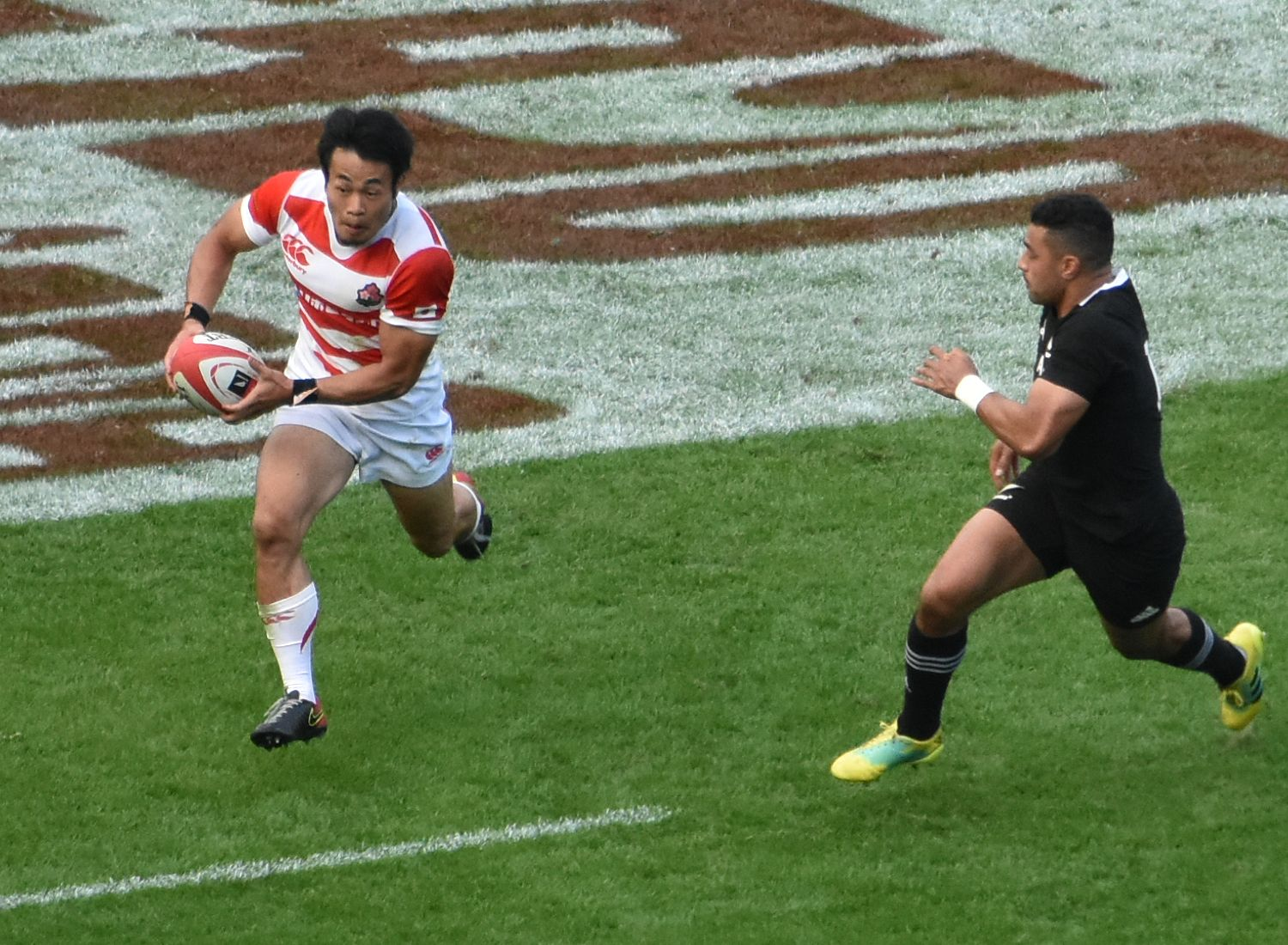
Fukuoka (po lewej) i Richie Moʻunga w meczu Japonia – Nowa Zelandia (2018)

Kenki Fukuoka (jap. 福岡 堅樹 Fukuoka Kenki; ur. 7 września 1992 w Kodze) – japoński rugbysta występujący na pozycji skrzydłowego, reprezentant kraju w odmianie zarówno siedmio-, jak i piętnastoosobowej. Olimpijczyk i dwukrotny uczestnik pucharu świata.

## Młodość
Pierwszy kontakt Fukuoki z rugby nastąpił w wieku 5 lat, kiedy jego ojciec zaprowadził go do Genkai Junior Rugby Club. Jako dziecko uczęszczał do szkoły podstawowej Aoyagi Shōgakkō, a następnie Koga Azumachūgakkō. W szkole średniej (Fukuoka Kōtōgakkō) wyróżniał się podczas zajęć sportowych: na bieżni na 100 m osiągał czas 11,2 s, zaś na 50 m – 5,8 s. Ze szkolną drużyną rugby uczestniczył w krajowych mistrzostwach szkół średnich – to właśnie uczestnictwo w turnieju Hanzano było główną motywacją i celem dla nastoletniego rugbysty. W drugiej i trzeciej klasie szkoły średniej Fukuoka zerwał więzadło krzyżowe w kolanie – początkowo lewym, a następnie prawym.
Po nieudanej próbie dostania się na studia medyczne rok później Fukuoka rozpoczął edukację na Uniwersytecie Tsukuby, gdzie kształcił się w instytucie informatyki. Podczas pobytu na uniwersytecie ponownie rozpoczął treningi rugby zarzucone w szkole średniej. W 2015 roku wraz z zespołem zdobył wicemistrzostwo Japonii wśród drużyn akademickich.

## Kariera klubowa
Po ukończeniu studiów Fukuoka zdecydował się na podpisanie profesjonalnego kontraktu z drużyną Panasonic Wild Knights z rodzimej Top League. Zadebiutował 17 września 2016 r. w przegranym starciu z Suntory Sungoliath. W grudniu tego samego roku w meczu z Honda Heat zdobył sześć przyłożeń, czym ustanowił nowy rekord rozgrywek. W swoim pierwszym sezonie wśród zawodowców zdobył 10 przyłożeń w 10 meczach, zajmując z drużyną trzecie miejsce w ligowej tabeli. Dotarł także do finału ogólnojapońskich rozgrywek pucharowych. W 2017 znalazł się w składzie Sunwolves, japońskiej drużyny występującej w lidze Super Rugby. Debiutował w przegranym meczu z Hurricanes. Ostatecznie Sunwolves zajęli przedostatnie miejsce w rozgrywkach z zaledwie dwoma zwycięstwami w 15 spotkaniach.
W krajowych rozgrywkach w sezonie 2017/2018 Fukuoka kontynuował swoją wysoką dyspozycję. W 12 meczach dziewięciokrotnie przykładał piłkę w polu punktowym rywali, czym wydatnie pomógł swojej drużynie w zajęciu pierwszego miejsca w swojej grupie oraz w dotarciu do wielkiego finału rozgrywek. W nim po raz kolejny gracze Wild Knights musieli uznać wyższość ekipy Suntory Sungoliath. W dalszej części tego samego roku uczestniczył w zmaganiach Sunwolves w Super Rugby. Japoński zespół wywalczył trzy zwycięstwa w 16 spotkaniach i został sklasyfikowany na ostatniej pozycji.
W sezonie 2018/2019 Top League zespół Fukuoki zajął drugie miejsce w swojej grupie a po rozegraniu fazy pucharowej ostatecznie szóstą lokatę w kraju.

## Kariera reprezentacyjna
Z uwagi na kontuzje więzadeł Fukuoka nigdy nie otrzymał powołania do reprezentacji Japonii do lat 18. Do drużyny narodowej trafił bezpośrednio z rozgrywek międzyuczelnianych. W 2012 roku jako 20-latek otrzymał powołanie do drużyny Junior Japan, drugiej drużyny Japonii. W składzie tej drużyny znalazł się także w pierwszych miesiącach  roku 2013, kiedy wziął udział w Pacific Rugby Cup.
Tuż po zakończeniu rozgrywek po raz pierwszy trafił do reprezentacji seniorów. Zadebiutował w wygranym 121:0 meczu z kadrą Filipin, spotkaniu w ramach Asian Five Nations 2013, w którym zdobył dwa przyłożenia. Wynik ten powtórzył w swoim drugim meczu w tych rozgrywkach, z Koreą Południową. Uwzględniając spotkania w ramach Pucharu Narodów Pacyfiku, w swoim pierwszym sezonie reprezentacyjnym wystąpił łącznie w siedmiu meczach japońskiej kadry, w tym w czterech w pierwszym składzie. W listopadzie 2013 roku Fukuoka dołożył do tego dalsze dwa występy od pierwszej minuty – z Nową Zelandią oraz ze Szkocją, w którym zaliczył kolejne dwa przyłożenia.
W roku 2014 ponownie wystąpił w Pucharze Narodów Pacyfiku, zaś wraz z reprezentacją w rugby 7 uczestniczył w turnieju kwalifikacyjnym do cyklu IRB Sevens World Series podczas turnieju Hong Kong Sevens. W wygranym finale z Włochami zdobył jedno z przyłożeń. Wziął także udział w kolejnej imprezie w światowym kalendarzu – Japan Sevens w Tokio. W 2015 wystąpił w wygranym turnieju Asia Rugby Championship i raz jeszcze w Pucharze Narodów Pacyfiku.
W sierpniu 2015 roku, wciąż będąc studentem czwartego roku, Fukuoka otrzymał powołanie na puchar świata. W Anglii wystąpił w zaledwie jednym, przegranym meczu z reprezentacją Szkocji. Wkrótce po zakończeniu turnieju skrzydłowy wraz z reprezentacją siedmioosobową rozpoczął przygotowania do zbliżających się igrzysk olimpijskich. W kwietniu 2016 roku wziął udział w turnieju Singapore Sevens. Pomimo doświadczenia obejmującego zaledwie dwa turnieje na najwyższym poziomie Fukuoka znalazł się w składzie reprezentacji na Igrzyska w Rio de Janeiro. W czasie turnieju Japończycy mimo rozstawienia na 10 miejscu spośród 12 uczestników niespodziewanie dotarli aż do półfinału zawodów. W fazie grupowej pokonali Nową Zelandię i Kenię, minimalnie przegrywając z Wielką Brytanią. W fazie pucharowej Fukuoka wraz z kolegami wyeliminował Francję, by po porażkach z Fidżi i Południową Afryką zająć ostatecznie czwarte miejsce.
Po zakończeniu igrzysk Fukuoka powrócił do reprezentacji piętnastoosobowej na jesienne test-mecze w Europie. W dwóch kolejnych sezonach reprezentacyjnych rozegrał łącznie 10 spotkań, notując przy tym sześć przyłożeń, między innymi przeciw Walii czy Irlandii. Począwszy od wiosny 2019 roku uczestniczył w zgrupowaniach Wolfpack – formalnie zespołu rezerw ekipy Sunwolves, którego mecze w swojej istocie stanowiły pierwszy etap przygotowań reprezentacji Japonii do rozgrywanego na własnym terenie pucharu świata. W barwach tego zespołu grał z drugim zespołem nowozelandzkich Hurricanes czy australijskiego Western Force. Na przełomie lipca i sierpnia brał udział w wygranym przez Japonię Pucharze Narodów Pacyfiku. Fukuoka imponował wówczas wysoką formą, w trzech meczach zdobywając trzy przyłożenia.
Niedługo później skrzydłowy Wild Knights otrzymał powołanie na mistrzostwa świata. W pierwszych minutach ostatniego sparingu przed startem turnieju, z Południową Afryką, doznał kontuzji łydki, która wykluczyła go z gry w meczu otwarcia. Dopiero uraz podstawowego Williama Tupou podczas rozruchu przed kolejnym pojedynkiem z Irlandią sprawił, że powracający do zdrowia Fukuoka zajął miejsce na ławce rezerwowych. Po pojawieniu się na placu gry skrzydłowy zdobył przyłożenie dające gospodarzom imprezy prowadzenie, po czym popisał się kluczowym dla przebiegu spotkania przechwytem, cofając w efekcie akcję Irlandczyków o 50 metrów. Wysoką dyspozycję prezentował także w kolejnych meczach – w starciu z Samoa wystąpił już w podstawowym składzie i zdobył jedno z przyłożeń swojej drużyny. W decydującym o awansie z grupy pojedynku ze Szkocją skrzydłowy został wybrany najlepszym zawodnikiem spotkania, dwukrotnie przykładając piłkę w polu punktowym rywali oraz asystując w akcji wykończonej przez Kōtarō Matsushimę. Wyśmienite występy sprawiły, że po fazie grupowej Japończyk został okrzyknięty jedną z gwiazd turnieju. Gospodarze po raz pierwszy w historii swoich występów podczas pucharu świata awansowali do fazy ćwierćfinałowej, gdzie jednak ulegli południowoafrykańskim Springboks.
Po zakończeniu udziału w turnieju Fukuoka – zgodnie z pojawiającymi się co najmniej od 2017 roku zapowiedziami – zrezygnował z dalszych występów w reprezentacji piętnastoosobowej, zgłaszając chęć udziału w turnieju rugby 7 podczas Igrzysk Olimpijskich 2020 w Tokio. Impreza ta miałaby być jego ostatnią na arenie międzynarodowej przed ostatecznym zakończeniem kariery zawodniczej w 2021 roku.

### Statystyki
Stan na dzień 20 października 2019 r. Statystyki dotyczą reprezentacji piętnastoosobowej.
Występy na arenie międzynarodowej
| Drużyna narodowa | Rok  | Mecze | Punkty |
| ---------------- | ---- | ----- | ------ |
| Japonia          | 2013 | 9     | 35     |
| Japonia          | 2014 | 2     | 0      |
| Japonia          | 2015 | 6     | 20     |
| Japonia          | 2016 | 3     | 10     |
| Japonia          | 2017 | 5     | 15     |
| Japonia          | 2018 | 5     | 10     |
| Japonia          | 2019 | 8     | 35     |
| Suma             | Suma | 38    | 125    |

Przyłożenia na arenie międzynarodowej
| Lp. | Data                 | Miejsce                                      | Przeciwnik        | Rozgrywki                    |
| --- | -------------------- | -------------------------------------------- | ----------------- | ---------------------------- |
| 1.  | 20 kwietnia 2013     | Level5 Stadium, Fukuoka                      | Filipiny          | Asian Five Nations 2013      |
| 2.  | 20 kwietnia 2013     | Level5 Stadium, Fukuoka                      | Filipiny          | Asian Five Nations 2013      |
| 3.  | 4 maja 2013          | Stadion Chichibunomiya, Tokio                | Korea Południowa  | Asian Five Nations 2013      |
| 4.  | 4 maja 2013          | Stadion Chichibunomiya, Tokio                | Korea Południowa  | Asian Five Nations 2013      |
| 5.  | 1 czerwca 2013       | Churchill Park, Lautoka                      | Fidżi             | Puchar Narodów Pacyfiku 2013 |
| 6.  | 9 listopada 2013     | Murrayfield Stadium, Edynburg                | Szkocja           | mecz testowy                 |
| 7.  | 9 listopada 2013     | Murrayfield Stadium, Edynburg                | Szkocja           | mecz testowy                 |
| 8.  | 9 maja 2015          | Level5 Stadium, Fukuoka                      | Korea Południowa  | Asia Rugby Championship 2015 |
| 9.  | 9 maja 2015          | Level5 Stadium, Fukuoka                      | Korea Południowa  | Asia Rugby Championship 2015 |
| 10. | 9 maja 2015          | Level5 Stadium, Fukuoka                      | Korea Południowa  | Asia Rugby Championship 2015 |
| 11. | 29 sierpnia 2015     | Stadion Chichibunomiya, Tokio                | Urugwaj           | mecz testowy                 |
| 12. | 12 listopada 2016    | Stadion Micheila Meschiego, Tbilisi          | Gruzja            | mecz testowy                 |
| 13. | 19 listopada 2016    | Millennium Stadium, Cardiff                  | Walia             | mecz testowy                 |
| 14. | 10 czerwca 2017      | Umakana Yokana Stadium, Kumamoto             | Rumunia           | mecz testowy                 |
| 15. | 17 czerwca 2017      | Stadion Shizuoka, Shizuoka                   | Irlandia          | mecz testowy                 |
| 16. | 18 listopada 2017    | Stade Ernest-Wallon, Tuluza                  | Tonga             | mecz testowy                 |
| 17. | 9 czerwca 2018       | Stadion Ōita, Ōita                           | Włochy            | mecz testowy                 |
| 18. | 24 listopada 2018    | Kingsholm Stadium, Gloucester                | Rosja             | mecz testowy                 |
| 19. | 27 lipca 2019        | Kamaishi Recovery Memorial Stadium, Kamaishi | Fidżi             | Puchar Narodów Pacyfiku 2019 |
| 20. | 3 sierpnia 2019      | Hanazono Rugby Stadium, Higashiōsaka         | Tonga             | Puchar Narodów Pacyfiku 2019 |
| 21. | 10 sierpnia 2019     | Stadion Narodowy, Suva                       | Stany Zjednoczone | Puchar Narodów Pacyfiku 2019 |
| 22. | 28 września 2019     | Stadion Shizuoka, Shizuoka                   | Irlandia          | Puchar Świata w Rugby 2019   |
| 23. | 5 października 2019  | Stadion Toyota, Toyota                       | Samoa             | Puchar Świata w Rugby 2019   |
| 24. | 13 października 2019 | Stadion Nissan, Jokohama                     | Szkocja           | Puchar Świata w Rugby 2019   |
| 25. | 13 października 2019 | Stadion Nissan, Jokohama                     | Szkocja           | Puchar Świata w Rugby 2019   |

## Nagrody i wyróżnienia
- miejsce w drużynie sezonu w Top League (2×)
  - 2017/2018[56],
  - 2018/2019[57]

## Życie osobiste
- Dziadek zawodnika ze strony matki był szanowanym lekarzem[1][8], z kolei ojciec prowadził praktykę dentystyczną[5][8]. Sam Fukuoka dość wcześnie założył, że chce pójść w ich ślady. Jednocześnie będąc świadomym, że zawodowa kariera sportowa nie pozwala w Japonii na zdobycie wykształcenia medycznego, zdecydował się na wcześniejsze zakończenie kariery, aby w 2020 lub 2021 roku podjąć studia z zakresu medycyny sportowej[6][9].
- Jego sportowym idolem z dzieciństwa był Daisuke Ohata, reprezentant Japonii i wprowadzony później do Galerii Sław World Rugby[6].
- W młodości Kenki przejawiał talent muzyczny, grając na pianinie[1][8].